# Megyehíd
Megyehíd é um município da Hungria, situado no condado de Vas. Tem 5,99 km² de área e sua população em 2015 foi estimada em 320 habitantes.